# Tympanis confusa
Tympanis confusa är en svampart som beskrevs av Nyl. 1868. Tympanis confusa ingår i släktet tuvskålar och familjen Helotiaceae.  Arten är reproducerande i Sverige. Inga underarter finns listade i Catalogue of Life.